# Matthias Lanzinger
Matthias Lanzinger (9 de dezembro de 1980 - ) é um esquiador alpino austríaco, conhecido pela boa colocação que conseguiu na Copa do Mundo de Esqui Alpino de 2005.

## Queda e amputação da perna
No dia 2 de março de 2008, durante a Copa do Mundo de Super-G em Kvitfjell, na Noruega, Lanzinger perdeu o controle de seus esquis e colidiu com um portão, caindo perto da linha de chegada e ficando inconsciente. Ele sofreu uma fratura exposta na perna esquerda, e foi levado de helicóptero para o hospital de Ullevål, para fazer uma cirurgia de emergência. Na manhã do dia 4, depois de diversas tentativas de restaurar a circulação sanguínea de sua perna, os médicos anunciaram que sua perna teria que ser amputada, abaixo do joelho.